# Hàng không năm 1968
Đây là danh sách các sự kiện hàng không nổi bật xảy ra trong năm 1968:

## Chuyến bay đầu tiên
Tháng 5
- 25 tháng 5 - Grumman EA-6B Prowler

Tháng 6
- 30 tháng 6 - C-5 Galaxy

Tháng 7
- Nord N 500 (tethered)

Tháng 9
- 8 tháng 9 - SEPECAT Jaguar

Tháng 11
- 13 tháng 11 - Northrop HL-10

Tháng 12
- 3 tháng 12 - Anahuac Tauro XB-TAX
- 31 tháng 12 - Tupolev Tu-144

## Bắt đầu hoạt động
Tháng 2
- Boeing 737 trong Lufthansa